# Atrox
Az Atrox egy avantgarde metal együttes Norvégiából, Trondheimből. A csoportot eredetileg "Suffocation" név alatt hozták létre, de hamarosan nevet változtattak, mivel számos más zenekart hívtak ugyanígy. 1988-ban alakultak meg, első anyagukat csak 1997-ben adták ki. Ezt követően a jól ismert francia, metállemezekre szakosodott Season of Mist adta ki két lemezüket. Míg a kezdetekben death metal számokat játszottak, későbbi lemezeiken több progressziv elemet lehetett felfedezni.

## Tagok

### Jelenlegi
- -viNd- – gitár
- Rune Sørgård – gitár, keverés
- Tor Arne Helgesen – dob
- Erik Paulsen – basszusgitár
- Rune Folgerø – ének
- Per Spjøtvold – billentyűs hangszerek, vokál

### Régebbi tagok
- Ole Marius Larmerud - gitárok (2002-2005)
- Monika Edvardsen – vokál, billentyűs hangszerek (1996-2004)
- Pete Beck – vokál, basszus (2002-2004)
- Daniel Stavsøyen - basszus (2001-2002)
- Tom Wahl - basszus (1999)
- Dag Rune Øyan - gitárok (1995-1999)
- Lars Halvard Søndrol - dobok (1994-1999)
- Tommy Sebastian Halseth -basszus (1995-1999)
- Geir Tore Johansen - vokál (1988-1997)
- Svenn Tore Mauseth  basszus (1988-1995)
- Tor-Helge Skei - gitárok (1988-1994)
- Tomas Smagersjø - dobok (1993)
- Geir Knarrbakk - dobok (1988-1992)
- Gunder Audun Dragsten - gitárok (1988-1990)

## Diszkográfia
- 1997 Mesmerised (Head Not Found)
- 2000 Contentum (Season of Mist)
- 2002 Terrestrials (Season Of Mist)
- 2003 Orgasm (Code 666)
- 2008 Binocular (Season of Mist)

## Külső hivatkozások
- Hivatalos honlap
- Interjú Tor Arne Helgesennel a Metalfan.ro honlapon (angolul és románul)